# Ледопад Кхумбу

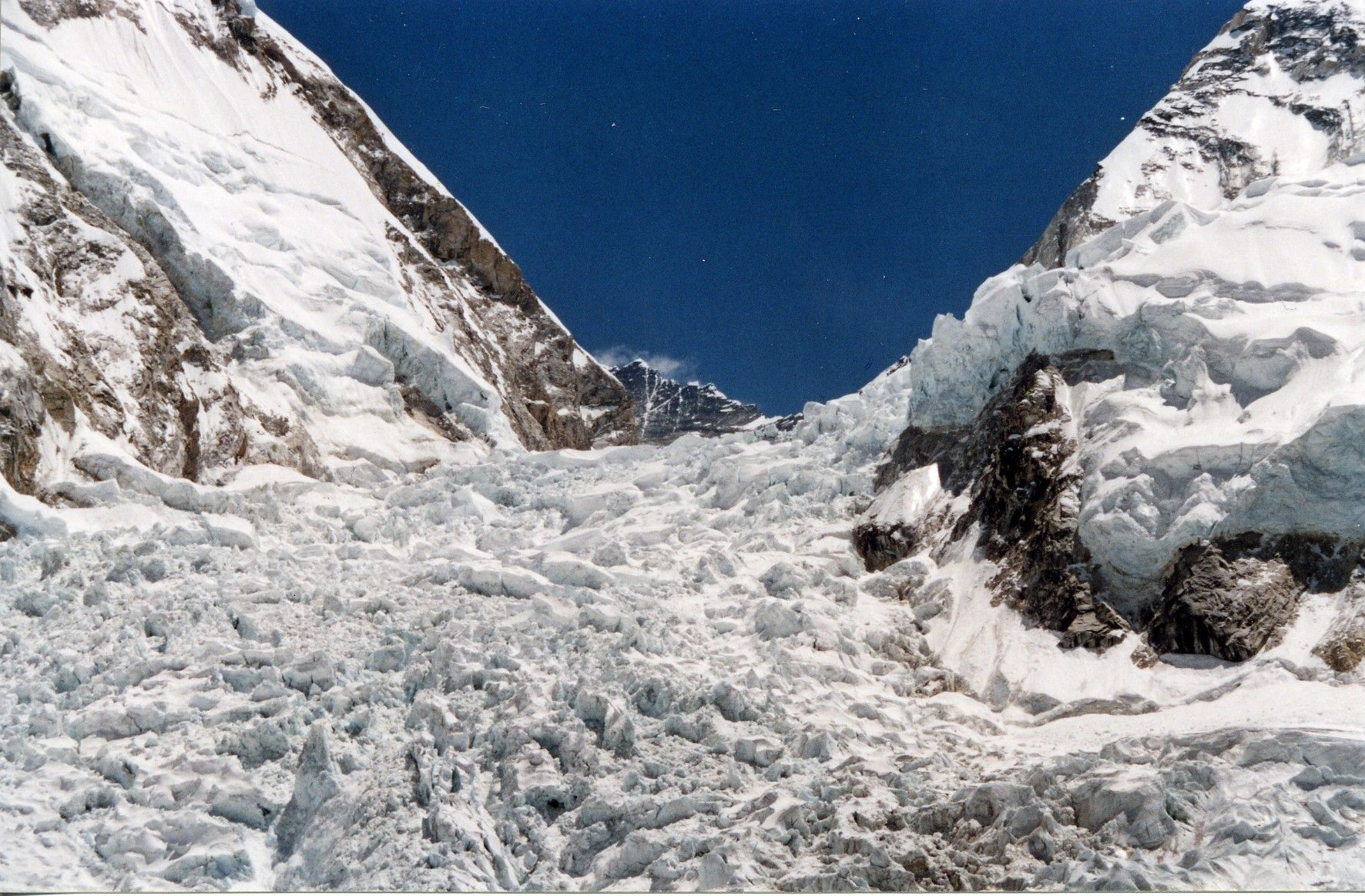
Ледопад Кхумбу

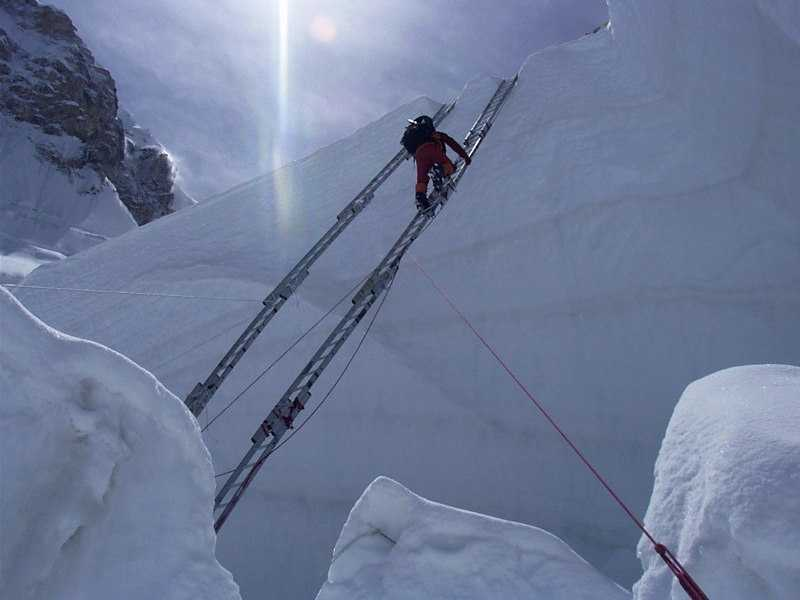
Альпинисты преодолевают ледопад Кхумбу

Ледопад Кхумбу — ледопад, который находится в непальском регионе Кхумбу, в верхней части ледника Кхумбу, стекающего с южных склонов Эвереста. Ледопад расположен на высоте 5486 м на склонах горы Эверест, обращенных в Непал.
Немного ниже ледопада Кхумбу располагается южный базовый лагерь Джомолунгмы: здесь размещаются альпинисты, совершающие восхождение на высшую точку планеты по классическому пути через Южное седло. Маршрут проложила экспедиция первовосходителей на Эверест в 1953 году (предыдущие экспедиции 1920-х годов пытались подняться с севера, со стороны Тибета).
Ледопад Кхумбу является самым опасным участком маршрута восхождения на Эверест через Южное седло, так как он постоянно находится в движении, и там часто происходят ледовые обвалы. Первой жертвой обрушения серака на ледопаде стал альпинист Джейн Бритенбах из команды Хорнбейна и Ансуолда в 1963 году. Одной из крупнейших катастроф в этом месте стал сход ледника 18 апреля 2014 года, в результате которого 16 человек погибли, 9 были ранены.
Для преодоления трещин и разломов ледопада Кхумбу используются различные лестницы, перила. Нередко лестницы приходится связывать по несколько в ряд.  
В 1988 году одна американская экспедиция, проложившая путь через ледопад, заявила, что остальные экспедиции, если будут пользоваться этой дорогой, должны будут ей заплатить. Такое положение вещей поначалу возмутило всех, запланировавших восхождение, — однако вскоре сообщество альпинистов поняло его удобство. Начиная с этого времени каждую весну одна из экспедиций брала на себя задачу прокладки дороги через ледопад, устанавливала лестницы и протягивала верёвки — все остальные экспедиции на Эверест либо Лхоцзе платили ей за эту работу. Так, в 1993—1995 годах проход обустраивала команда Роба Холла. В печально известном 1996 году команды, включая коммерческую экспедицию Холла, платили по 2 тысячи долларов за проход.
В настоящее время маршрут через ледопад прокладывает перед началом сезона и затем поддерживает  состояние, необходимое для его проходимости, команда шерпов Icefall Doctors. Лестницы, обычно самые дешёвые, берутся у местных шерпов в аренду. При прохождении ледопада таким оборудованным путём восходителям не требуются техника ледовых восхождений и специальные инструменты. После обработки маршрута шерпами из Icefall Doctors сезон восхождений на Эвересте считается официально открытым.
В настоящее время большинство коммерческих экспедиций выходят на подъём из базового лагеря ночью, чтобы преодолеть ледопад до появления солнца, так как на холоде лёд более стабилен. Альпинисты шутят, что такие участки, как ледопад Кхумбу или «Карниз», идущий вверх от Южной вершины, проходят ночью, только чтобы не видеть при свете дня, насколько они опасны. Кроме того, если в XX веке командам в течение экспедиции приходилось многократно ходить через ледопад, поднимаясь и спускаясь с горы ради акклиматизации и устройства высотных лагерей, теперь проходы через ледопад для коммерческих восходителей сведены к минимуму — акклиматизацию проводят на относительно безопасных близлежащих шеститысячниках, тогда как поднимают грузы и готовят высотные лагери к приходу клиентов команды высотных шерпов.